# Edifício das Diretorias
Fachada oeste, voltada para a rua Deodoro.
O Edifício das Diretorias, também conhecido como Palácio das Diretorias, é um prédio institucional de Florianópolis, Santa Catarina, sendo conhecido como uma das primeiras manifestações da arquitetura moderna na cidade. Inaugurado em 1961, fica na esquina das ruas Deodoro e Tenente Silveira, no Centro da capital catarinense, e na atualidade sedia secretarias e órgãos do governo estadual.

## Histórico
Teve seu projeto feito pelo engenheiro Domingos Trindade em 1953. Sua construção foi entre 1959 e 1961. Foi inaugurado, mesmo ainda sem acabamento, em 5 de janeiro de 1961. Quando inaugurado, alguns outros edifícios em altura já modificavam a paisagem. Mas, de qualquer forma, o Edifício das Diretorias inaugurou, pelo menos no projeto, uma versão modernista até então não existente em Florianópolis.
O prédio passou por uma revitalização recente na década de 2020.

## Arquitetura
Tem uma área de 8542,76 metros quadrados em 11 pavimentos sobre um pavimento térreo, com pé-direito duplo, e um subsolo. É formado por dois volumes: ao sul, com a fachada voltada para a rua Tenente Silveira, onde fica a entrada, e outro, a oeste, voltado para a rua Deodoro. O formato do prédio, em L, se abre para um pátio onde fica o estacionamento. Na fachada sul as janelas são em fita, favorecendo a ventilação cruzada, e nas outras fachadas, estas janelas em fita tem brises de concreto.
O prédio trouxe para Florianópolis as soluções técnicas e estruturais características do modernismo, usando os "Cinco pontos da Nova Arquitetura" introduzidos por Le Corbusier: além do brise-soleil e das janelas em fita, também conta com a planta livre, a fachada livre e os pilotis integrando o prédio a circulação de pedestres na rua. 
Soluções mais tradicionais também são vistas, como a escadaria marcando a entrada do prédio. Outro marco da entrada é a marquise em forma ameboide.
As calçadas externas são de pedra portuguesa, com o desenho Mar largo - cujo exemplo mais conhecido é o do calçadão da praia de Copacabana, no Rio de Janeiro.

## Uso
Atualmente o Edifício das Diretorias é a sede de parte da Secretaria de Estado de Infraestrutura, ficando ali órgãos como o Deinfra. o Departamento de Infraestrutura de Santa Catarina, e o DETER - Departamento de Transportes e Terminais.